# إيدي سانشيز
إيدي سانشيز (بالإسبانية: Eddy Sánchez)‏ هو سياسي إسباني، ولد في 1 سبتمبر 1973 في ماراكاي في فنزويلا. حزبياً، نشط في الحزب الشيوعي الإسباني. وقد انتخب  (ديسمبر 2012 – ديسمبر 2014) وانتخب عضو جمعية مدريد ‏ خلال فترته النيابية ‏ (19 فبراير 2015 – 31 مارس 2015).